# Galva (Illinois)
Galva é uma cidade localizada no estado americano de Illinois, no Condado de Henry.

## Demografia
Segundo o censo americano de 2000, a sua população era de 2758 habitantes.
Em 2006, foi estimada uma população de 2676, um decréscimo de 82 (-3.0%).

## Geografia
De acordo com o United States Census Bureau tem uma área de
4,4 km², dos quais 4,4 km² cobertos por terra e 0,0 km² cobertos por água. Galva localiza-se a aproximadamente 259 m acima do nível do mar.

## Localidades na vizinhança
O diagrama seguinte representa as localidades num raio de 20 km ao redor de Galva.